# Fatmir Terziu
Fatmir Terziu, född den 24 juli 1964 i Elbasan i Albanien, är en albansk författare och journalist, som arbetat i TV-branschen sedan 1992.
Han arbetade mellan åren 1994 och 2001 som korrespondent för Albaniens demokratiska parti nyhetsbyrå Rilindja Demokratike och sedan 2001 haft olika uppdrag som frilansjournalist i Albanien och runtom i Europa.